# Trendelenburg-Lagerung

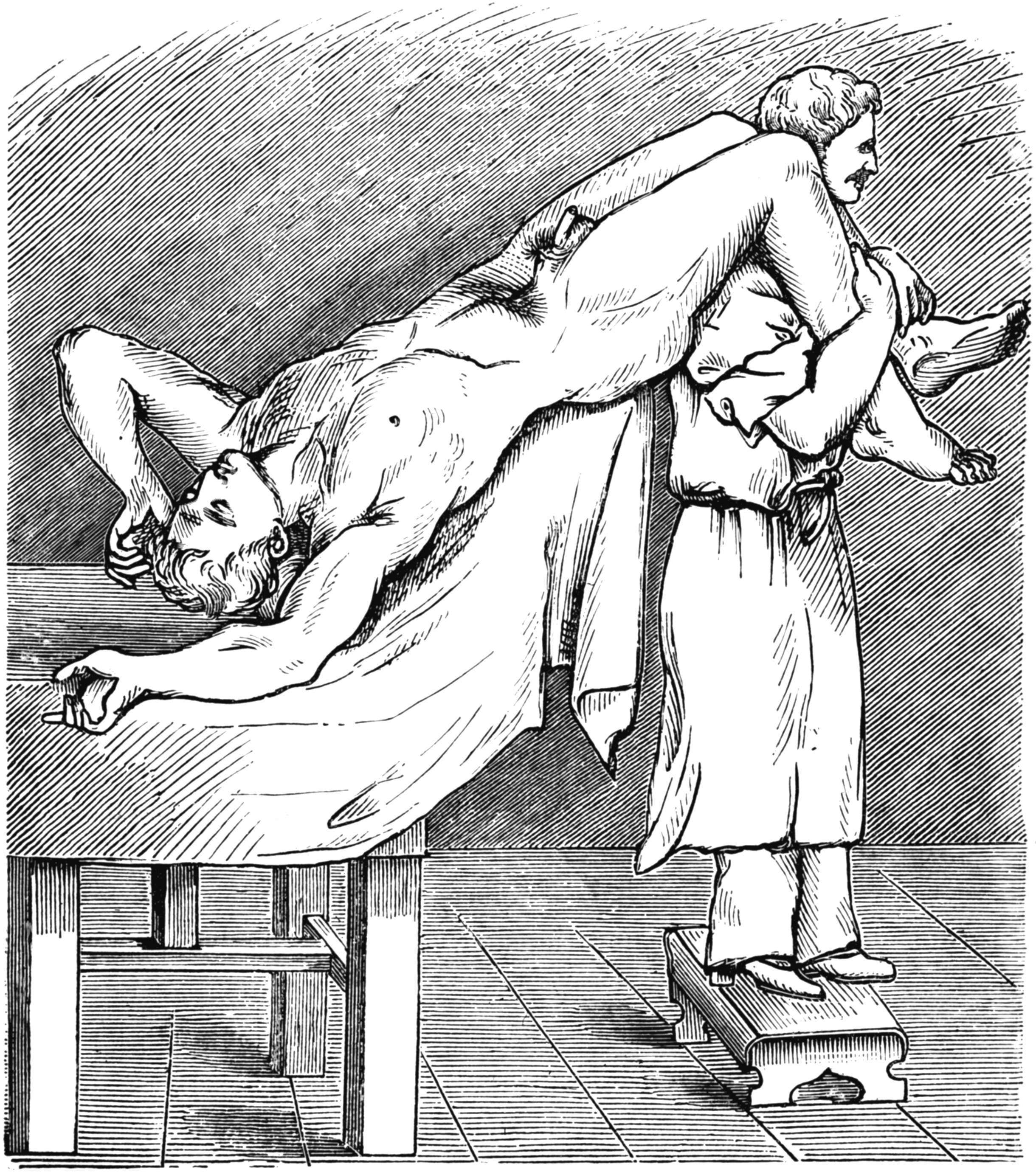
Trendelenburg-Lagerung nach Meyer

Die Trendelenburg-Lagerung oder Beckenhochlagerung ist die Lagerung eines Patienten auf einem um etwa 15–30° geneigten Tisch, und zwar so, dass der Kopf unten, das Becken hoch liegt und Beine und Füße über die Tischkante hängen. Bekannt gemacht wurde diese bei bestimmten Bauchoperationen eingesetzte Lagerung um 1884.

## Geschichte
Der Chirurg Friedrich Trendelenburg benutzte die von ihm eingeführte Beckenhochlagerung ab 1880 bei Blasenoperationen und gynäkologischen Operationen. Er überließ die Erstveröffentlichung 1885 seinem Assistenten Willy Meyer. Ursprünglich bedurfte die Lagerung eines Helfers:
„Der Kopf liegt tief unten, Hintertheil und Becken hoch erhoben auf dem Rande des Kopfstückes (des Operationstisches). Ein Wärter, welcher dem Operationstische den Rücken zuwendet, hält die gespreizten und in den Knien gebeugten Beine des Patienten fest und sorgt so für unverrücktes Einhalten der Lage. Wie leicht begreiflich sinken jetzt die Eingeweide, der Schwere folgend, nach dem Zwerchfell zu herunter, die eröffnete Blase klafft … und gestattet nicht nur vollkommen freien Einblick in das Innere, sondern auch … bequemste Einführung der zur Exstirpation (von Tumoren) und sonstigen Manipulationen nothwendigen Instrumente …. Man kann so Beobachtungen machen, die bei der gewöhnlichen Rückenlage nicht möglich sind …. Man kann diese Lagerung am besten als Beckenhochlagerung bezeichnen.“
Später wurde der Helfer durch einen speziellen Operationstisch ersetzt.

In der Festschrift zu Trendelenburgs 70. Geburtstag 1914 erinnerte sich Meyer, inzwischen Chirurg in New York:
„Da es dem Schreiber dieser Zeilen vergönnt war, an der Seite Trendelenburgs zu arbeiten, als die Beckenhochlagerung an der Bonner chirurgischen Klinik ausgearbeitet wurde, da ihm ferner die seltene Gunst zuteil wurde, die Entdeckung des verehrten Chefs in Wort und Bild veröffentlichen zu dürfen, so mag es ihm erlaubt sein, heute die Erinnerung an jene Zeit der Entwicklung der Hochlagerung wachzurufen …. So ist denn im Laufe der letzten 30 Jahre Trendelenburgs Beckenhochlagerung unentbehrliches Gemeingut aller Chirurgen geworden.“
Bis heute ist die Lagerung wichtig. Man versteht sie heute auch als Schocklage, bei der der Kopf des Patienten deutlich tiefer liegt als der Körperschwerpunkt. Die Wirksamkeit der Trendelenburg-Lagerung beim Schock ist jedoch umstritten.
Manche Autoren beschreiben durch die Anwendung der Lagerung sogar negative Auswirkungen auf die Lungenfunktion und den Hirndruck. Die Lagerung wird in den aktuellen Empfehlungen der Fachkommission DIVI neben der einfachen Beinhochlagerung weiterhin im Rahmen der Schockbekämpfung bei absolutem Volumenmangelschock, bei anaphylaktischen und septisch-toxischem Schock empfohlen.
Die für Pflegebetten und Krankenhausbetten derzeit gültige Norm EN 60601-2-52 definiert die Trendelenburg-Lage als um mind. 12° gekippte Liegefläche.